# Luciana Souza
Luciana Souza (São Paulo, 14 de junio de 1966) es una cantante y compositora brasileña de jazz. 

## Trayectoria
Hija de la poetisa Tereza Souza y del cantante-compositor-guitarrista Walter Santos, creció en São Paulo. Es licenciada en Música por la Universidad Berklee en Boston del cual recibió un Bachelor, grado en Composición de Jazz. Ha recibido el grado de Maestra del Conservatorio de Música de Nueva Inglaterra.
Empezó su carrera a la edad de tres años, grabando jingles para anuncios. También ha trabajado en el campo de la música clásica europea, trabajando con el Bach Akademie en Stuttgart, la Filarmónica de Los Ángeles, la Orquesta Sinfónica de Boston, la Filarmónica de Brooklyn, la Orquesta Sinfonía de Atlanta, con el compositor Osvaldo Golijov, la Filarmónica de Nueva York y el Cuarteto de Guitarra de Los Ángeles.
Centrada en el repertorio brasileño lo recrea en los álbumes Brazilian Duos (2001) y Duos 2 (2005) que son dos discos de voz y guitarra. El siguiente álbum Norte e sul/North and south (2003) reúne clásicos brasileños y estadounidenses.
Ha sido nominada tres veces para un Premio Grammy como mejor vocalista de jazz en 2002, 2003 y 2005. Ha aparecido y grabado con renombrados músicos de jazz y compositores, incluyendo Danilo Pérez, Hermeto Pascoal, Romero Lubambo, Maria Schneider, Kenny Werner, John Patitucci, y Osvaldo Golijov.
En la actualmente enseña en la Escuela de música de Manhattan. Está casada con el productor de música Larry Klein. Con quien hizo un dúo con Walter Becker en el 2008 para el álbum Circus Money, producido por Larry Klein.
El 2012 la cantante lanzó Duos III, con estándares brasileños con acompañamiento de guitarra, del que dice: "Es el sonido con el que crecí y el que me es más cómodo. La belleza de la voz y la guitarra juntas es que son dos instrumentos acústicos. Tienes muchas posibilidades en cuanto al sonido, pero también tienes el silencio. Y a mí esto me parece interesante, tienes que tener en cuenta este vacío. Creo que es fundamental para la música, porque es el contraste".
En su siguiente álbum abordó la interpretación de las canciones de Chet Baker, acompañada de un trío. Se trata de The Book of Chet, también publicado el 2012, y que le valió una nominación al mejor disco de jazz vocal en los Grammy. Souza dice de la música de Chet: "Te obliga a entrar. Lo para todo. Es para sentarte y estarte quieto, como la buena poesía", y "Era una alma muy atormentada. Muchos de nosotros lo somos, a pesar de que quizás no estamos tan perdidos. Y cuando canta muestra esta vulnerabilidad, esta quebradiza que todos tenemos adentro. Para mí evoca una cosa muy especial: que quién te hace llegar el mensaje lo ha sufrido, ha experimentado el amor, la pérdida, y todo el que hay en medio".
Casi siempre actúa con el guitarrista Romero Lubambo, del que dice: "hace tanto que tocamos juntos que somos como un matrimonio, no nos hace falta ni decirnos las cosas".

## Discografía
- An Answer to Your Silence (NYC, 1999)[6]
- The Poems of Elizabeth Bishop and Other Songs (Sunnyside, 2000)
- Brazilian Duos (Biscoito Fino, 2001)
- Norte E Sul (Biscoito Fino, 2003)
- Neruda (Sunnyside, 2004)
- Duos II (Sunnyside, 2005)
- The New Bossa Nova (Verve, 2007)[7]
- Tide (Verve, 2009)
- Duos III (Sunnyside, 2012)
- The Book of Chet (Sunnyside, 2012)
- Speaking in Tongues (Sunnyside, 2015)

### Como invitada
- Adoniran Barbosa – O Poeta do Bexiga (Som Livre, 1990)
- Hermeto Pascoal – A Festa dos Deuses (Polygram, 1992)
- Bob Moses – Time Stood Still (Gramavision, 1994)
- George Garzone – Alone (NYC, 1995)
- David Zoffer – The Beginning of the End (Zoffco, 1996)
- Arthur Maia – Arthur Maia (Paradoxx, 1997)
- Eric T. Johnson – By the Sea (Laugh and Jungle, 1997)
- Fernando Huergo – Living These Times (Fresh Sound, 1998)
- Fernando Brandão – Tempero Brasileiro (FBM, 1998)
- Ben Sher – Tudo Bem (BGI, 1998)
- Guillermo Klein – Los Guachos II (Sunnyside, 1999)
- Danilo Perez – Central Avenue (Verve, 1999)
- Danilo Perez – Motherland (Verve, 2000)
- Ben Sher – Please Take Me to Brazil (BGI, 2000)
- Bob Moses – Nishoma (Grapeshots, 2000)
- Andrew Rathbun – Jade (Fresh Sound, 2000)
- Steve Kuhn – The Best Things (Reservoir, 2000)
- John Patitucci – Communion (Concord, 2001)
- Andrew Rathbun – True Stories (Fresh Sound, 2001)
- Osvaldo Golijov – La Pasion Segun San Marcos (Hänssler, 2001)
- Guillermo Klein – Los Guachos II (Sunnyside, 2002)
- Clarence Penn – Saomaye (Verve, 2002)
- John Patitucci – Songs, Stories, Spirituals (Concord, 2003)
- Cyro Baptista – Beat the Donkey (Tzadik, 2003)
- Aquilo del Nisso – Cinco (Zabumba, 2003)
- Deidre Rodman – Simple Stories (Sunnyside, 2003)
- Donny McCaslin – The Way Through (Arabesque, 2003)
- Maria Schneider Orchestra – Concert in the Garden (ArtistShare, 2004)
- Miguel Zenón – Ceremonial (Marsalis Music, 2004)
- Fred Hersch – Two Hands, Ten Voices (Broadway Cares, 2004)
- Tim Ries – The Rolling Stones Project (Concord, 2005)
- OSESP, São Paulo Symphony Orchestra (Biscoito Fino, 2005)
- Edward Simon – Simplicitas (Criss Cross, 2005)
- Helen Richman / Jenny Mitchell – Duo Essence (Capstone, 2005)
- Fernando Huergo – The Structure of Survival (Fresh Sound, 2006)
- Oscar Castro-Neves – All One (Mack Avenue, 2006)
- Donny McCaslin – Soar (Sunnyside, 2006)
- Aaron Goldberg – Worlds (Sunnyside, 2006)
- Till Brönner – Oceana (Universal, 2006)
- Herbie Hancock – River: The Joni Letters (Verve, 2007)
- Los Angeles Guitar Quartet – LAGQ Brazil (Telarc, 2007)
- Maria Schneider – Cerulean Skies (ArtistShare, 2007)
- Osvaldo Golijov – Oceana (Deutsche Grammophon, 2007)
- Edward Simon/Dave Binney – Oceanos (Criss Cross, 2007)
- Stephen Bishop – Saudade (Target, 2007)
- Till Brönner – Rio (Universal Germany, 2008)
- Walter Becker – Circus Money (Mailboat, 2008)
- Moss – Moss (Sunnyside, 2008)
- Rebecca Pidgeon – Behind the Velvet Curtain (Great American Music, 2008)
- Bobby McFerrin – VOCAbuLaries (EmArcy, 2010)
- Vince Mendoza – Nights on Earth (Horizontal, 2011)
- Derek Bermel– Canzonas Americanas (Cantaloupe, 2012)
- Ryan Truesdell – Centennial (ArtistShare, 2012)
- Clarice Assad – Imaginarium (Adventure, 2014)
- Gregoire Maret – Wanted (Sunnyside, 2016)
- Yellowjackets - Raising Our Voice (Mack Avenue Records, 2018)